# Formule Zetec 2011
La Formule Zetec 2011 est la troisième saison de la Formule Zetec initialement appelé Formula Zetec Trophy.

## Engagés
| # | Pilote |
| - | ------ |
| 1 |        |

## Courses de la saison 2011
| Course            | Date               | Vainqueur | Vainqueur         |
| ----------------- | ------------------ | --------- | ----------------- |
| Dijon             | 2 et 3 avril       | R1        | Jo Zosso          |
| Dijon             | 2 et 3 avril       | R2        | Thomas Craincourt |
| Lédenon           | 7 et 8 mai         | R1        | Gwenaël Delomier  |
| Lédenon           | 7 et 8 mai         | R2        | Gwenaël Delomier  |
| Spa Francorchamps | 11 et 12 juin      | R1        | Gwenaël Delomier  |
| Spa Francorchamps | 11 et 12 juin      | R2        | Gwenaël Delomier  |
| Paul-Ricard       | 3 septembre        | R1        | Jo Zosso          |
| Paul-Ricard       | 3 septembre        | R2        | Thomas Craincourt |
| Charade           | 24 et 25 septembre | R1        | Thomas Craincourt |
| Charade           | 24 et 25 septembre | R2        | Thomas Craincourt |
| Magny-Cours       | 22 et 23 octobre   | R1        | Jo Zosso          |
| Magny-Cours       | 22 et 23 octobre   | R2        | Thomas Craincourt |